# Łada Vesta
Łada Vesta (ros. Лада Веста) – samochód osobowy klasy aut subkompaktowych produkowany przez rosyjskie zakłady AwtoWAZ w Iżewsku pod marką Łada od 25 września 2015 roku.

## Historia i opis modelu

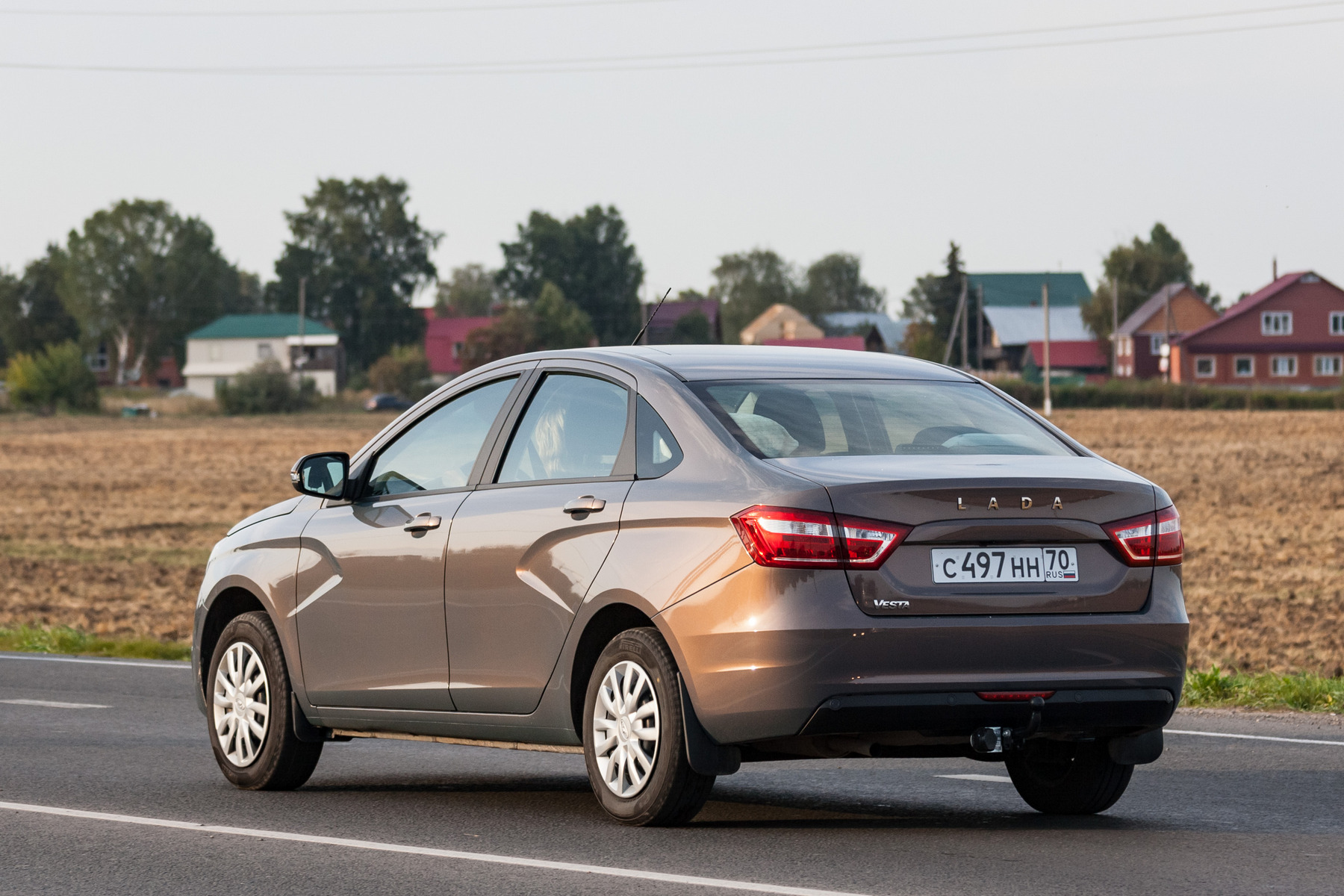
Łada Vesta w wersji sedan − tył pojazdu

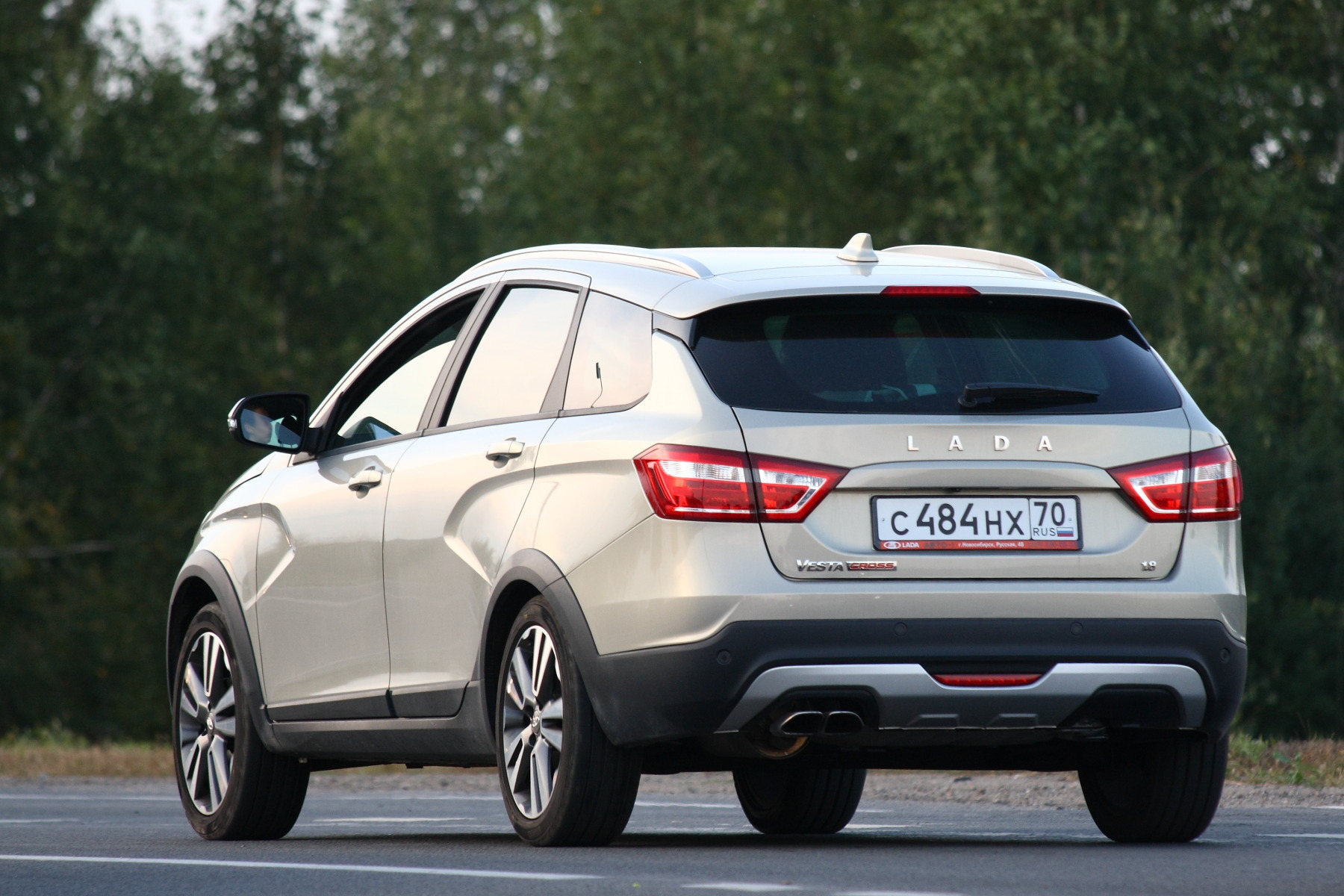
Łada Vesta w wersji SW Cross − tył pojazdu

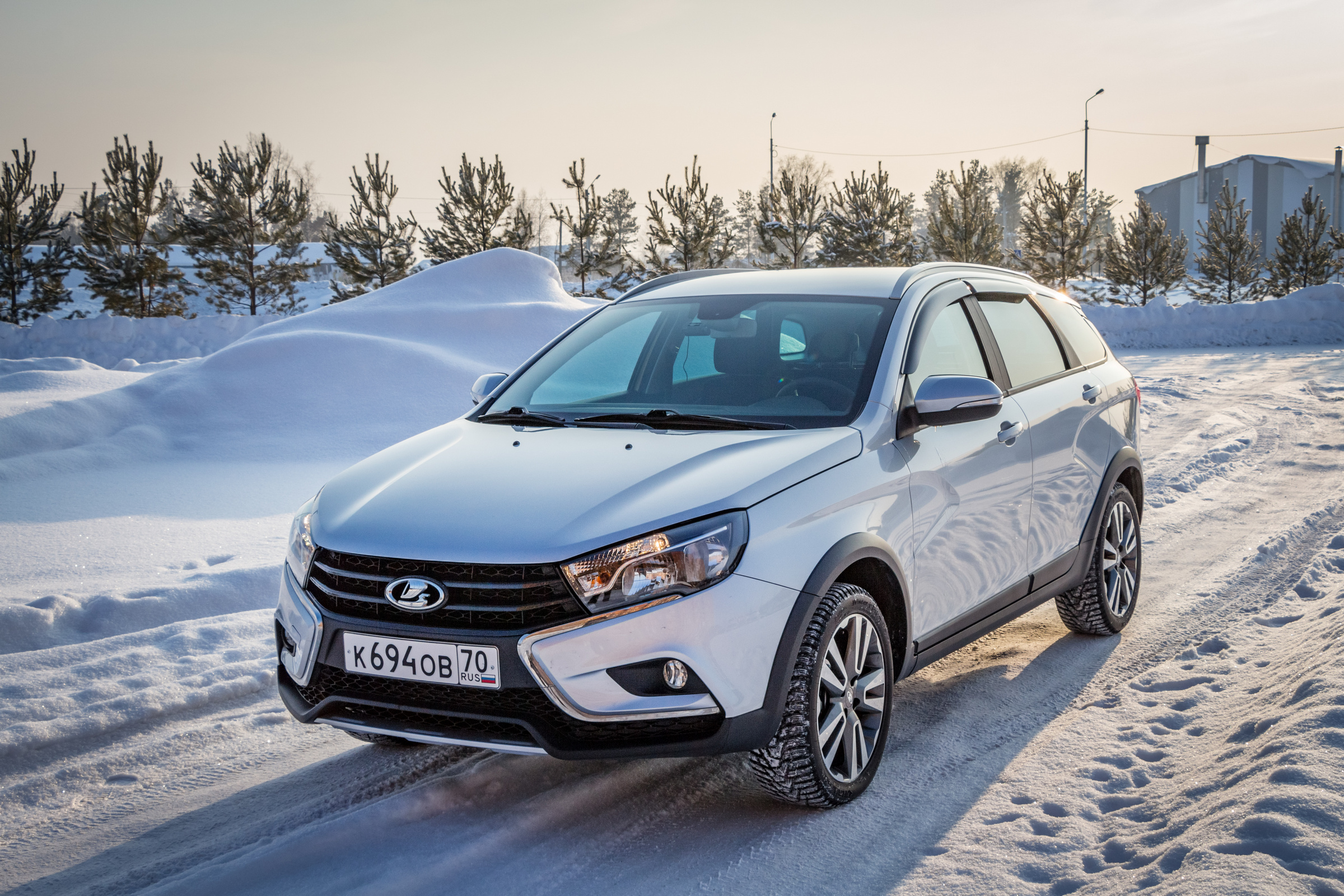
Łada Vesta Cross

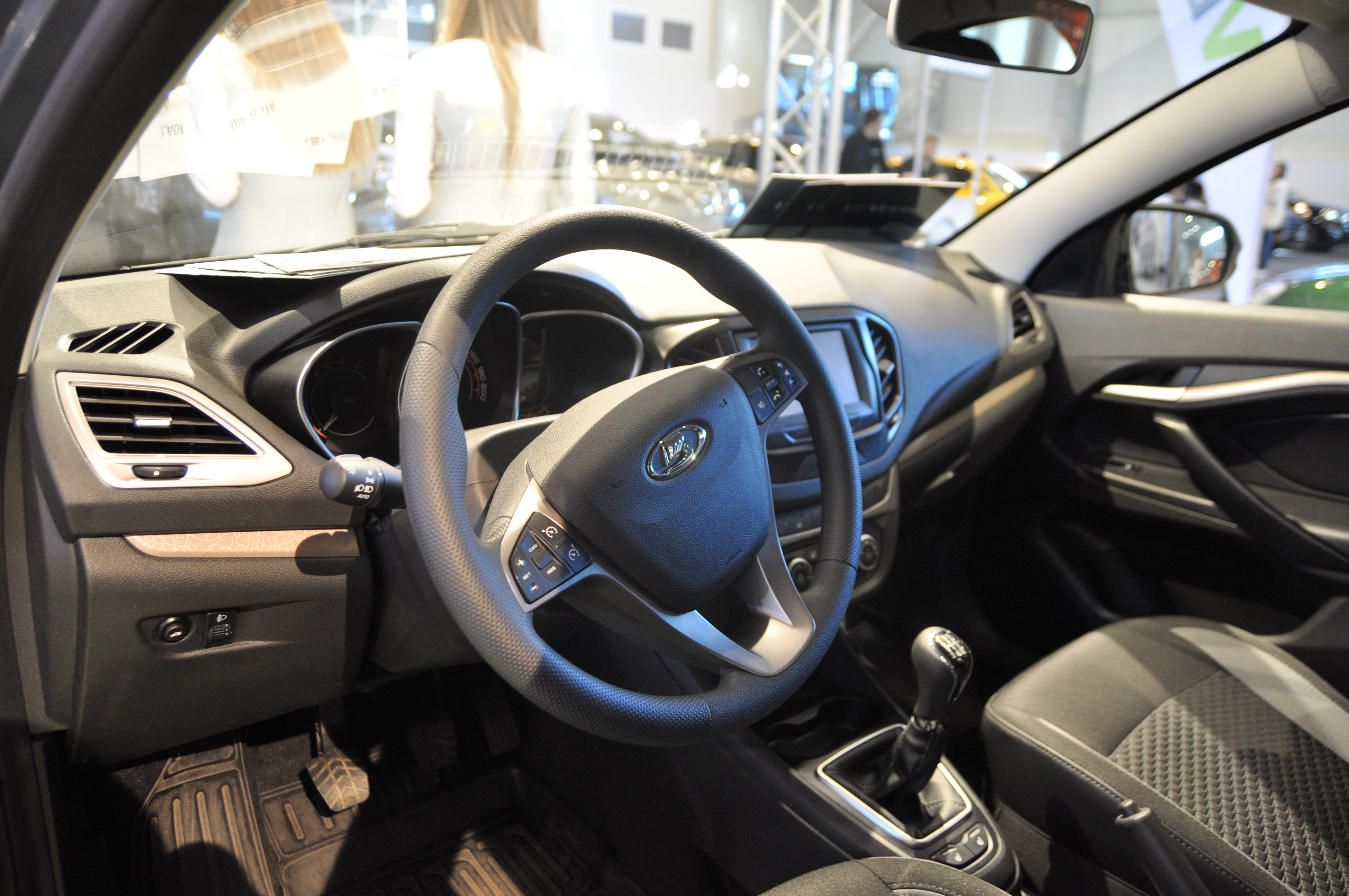
Łada Vesta − wnętrze

Samochód został po raz pierwszy zaprezentowany podczas targów motoryzacyjnych w Moskwie w 2014 roku. Został zbudowany na nowej płycie podłogowej Łada B/C, która zaprojektowana została przez AwtoWAZ we współpracy z francuskim koncernem motoryzacyjnym Renault. Za stylistykę pojazdu odpowiadał Steve Mattin, który wcześniej pracował dla Mercedesa oraz Volvo. Produkcja samochodu rozpoczęła się 25 września 2015 roku w Iżewsku (większość komponentów jest produkowana w Togliatti).
Początkowo pojazd dostępny był tylko na rynku rosyjskim, gdzie docelowo na ten rynek miało być przeznaczone 70% produkcji.
Pojazd początkowo wyposażony był tylko silnik benzynowy o pojemności 1,6 l i mocy 106 KM typu WAZ-21129, konstrukcji rosyjskiej (oferowana jest też wersja CNG z fabryczną instalacją gazową). Na początku 2016 roku do oferty dołączyła nowa wersja silnikowa, 1,8 o mocy 122 KM, nosząca oznaczenie WAZ-21179.
Zaprezentowano także wersję wyścigową pojazdu przeznaczoną do zawodów WTCC.
Przez pierwsze trzy miesiące 2020 roku Łada Vesta była najchętniej kupowanym nowym samochodem na Białorusi.

### Sprzedaż w Europie
W 2017 roku samochód trafił do sprzedaży na wybrane rynki Europy Zachodniej, w tym Niemcy, Bułgarię, Słowację i Węgry. W pierwszych 8 miesiącach 2017 roku samochód został sklasyfikowany na 76. miejscu, wśród najlepiej sprzedających się samochodów w Europie. Początkowo koncern planował też wprowadzić pojazd do sprzedaży na rynku polskim.
W 2020 roku samochód został wycofany ze sprzedaży na rynkach krajów Unii Europejskiej Powodem mają być przede wszystkim wprowadzone z dniem 1 stycznia nowe limity dotyczących emisji spalin. Ostatnie Łady homologowane według uprzednich wytycznych trafiły do europejskich dealerów pod koniec pierwszego kwartału 2021 roku. Od tego czasu dealerzy nie przyjmują nowych zamówień na te samochody.

### Łada Vesta Cross
W sierpniu 2015 roku podczas targów motoryzacyjnych w Moskwie zaprezentowano koncepcyjny model Vesta Cross − uterenowione kombi.
W 2017 roku pojawiła się wersja kombi (SW) oraz jej odmiana Cross. W 2018 roku do oferty dołączyła odmiana Cross wersji sedan.

### Łada Vesta Signature
W roku 2015 dla potrzeb reprezentacyjnych koncernu AwtoWAZ opracowano model Vesta Signature ze zwiększonym o 250 mm rozstawem osi. Seria aut została przygotowana dla wyższych rangą menedżerów, jako auta służbowe. Odmianę Signature wyposażono w indywidualne fotele z elektryczną regulacją. Do napędu przewidziano silnik 1.8 o mocy 122 KM, który połączono z 5-biegową zautomatyzowaną skrzynią.

### Wersje wyposażeniowe
- Classic
- Comfort
- Suite
- Cross
- Sport

Samochód opcjonalnie wyposażyć można m.in. w klimatyzację automatyczną, system multimedialny z 7-calowym ekranem dotykowym z Bluetoothem i czytnikiem kart pamięci, elektrycznie sterowane lusterka i szyby oraz podgrzewane fotele przednie i tylne, podgrzewana szyba przednia, podgrzewana kierownica i tempomat.

### Silniki
| Wersja | Silnik:             | Moc maks:                         | Maks. moment obrotowy     | 0-100 km/h:     | V-max:       |
| ------ | ------------------- | --------------------------------- | ------------------------- | --------------- | ------------ |
| 1,6 l  | R4 1,6 l (1596 cm³) | 106 KM (78 kW) przy 5800 obr./min | 148 Nm przy 4200 obr./min | 11,8 s (12,8 s) | 178−182 km/h |
| 1,8 l  | R4 1,8 l (1774 cm³) | 122 KM (90 kW) przy 5900 obr./min | 170 Nm przy 3700 obr./min | 10,5−12,9 s     | 180−186 km/h |